# San Lucas Sacatepéquez
San Lucas Sacatepéquez («San Lucas»: en honor a su santo patrono Lucas el Evangelista; «Sacatepéquez»: del náhuatl, significa «en el cerro cubierto de hierba») es una ciudad del departamento de Sacatepéquez en la República de Guatemala. Tiene una extensión territorial de 24.5 km² y una población total estimada de más de 28,819 habitantes en 2021. Actualmente el municipio se ubica dentro de las 20 ciudades más importantes de Guatemala. 
Durante la época colonial fue una doctrina de los frailes dominicos y después de la Independencia de Centroamérica en 1821, cuando el Estado de Guatemala estableció circuitos y distritos para la impartición de justicia por medio de juicios de jurados en 1825, el poblado fue incluido en el circuito de la Antigua en el Distrito N.º8 (Sacatepéquez).  También fue uno de los municipios originales de dicho Estado en 1825.

## Toponimia
Muchos de los nombres de los municipios y poblados de Guatemala constan de dos partes: el nombre del santo católico que se venera el día en que fueron fundados y una descripción con raíz náhuatl; esto se debe a que las tropas que invadieron la región en la década de 1520 al mando de Pedro de Alvarado estaban compuestas por soldados españoles y por indígenas tlaxcaltecas y cholultecas. Así pues, el topónimo «Sacatepéquez» se deriva de los vocablos en náhuatl «sacat» (español: «hierba»), «tepē-» (español: «cerro, montaña») y «-k»(español: «en») y quiere decir «en el cerro cubierto de hierba».

## División política
| Clasificación     | Listado |
| ----------------- | --- |
| Aldeas            | Choacorral, Zorzoya, El Manzanillo y La Embaulada                                                                             |
| Caseríos          | San José, Chichorin, Chiquel                                                                                                  |
| Comunidad agraria | Pachalí |
| Fincas            | - La Suiza - La Cruz Grande - San Juan - Santa Marta - La Esmeralda - San Ramón - California - Los Ángeles - Xelajú - Lourdes |

Existen también cincuenta y una granjas, las cuales pertenecen a familias de la Ciudad de Guatemala.

## Lugares Poblados
Archivo:Bandera de san lucas.gif San Lucas Sacatepéquez posee una población de 23 369 habitantes hasta el Censo 2018. El municipio alberga un total de 59 lugares pobladas. Entre los 5 lugares más pobaldos se concentra el 65% sanluqueña.
A continuación un listado de los lugares más poblados de San Lucas Sacatepéquez:
| #                                                       | Código                                                  | Lugar                                                   | Tipo                                                    | Población | IDH   |
| ------------------------------------------------------- | ------------------------------------------------------- | ------------------------------------------------------- | ------------------------------------------------------- | --------- | ----- |
| 1                                                       | 308001                                                  | San Lucas Sacatepéquez (Centro)                         | Pueblo                                                  | 9 401     | 0,770 |
| 2                                                       | 308008                                                  | Choacorral                                              | Aldea                                                   | 2 748     | 0,754 |
| 3                                                       | 308023                                                  | Residencial La Meceta                                   | Colonia                                                 | 1 555     | 0,844 |
| 4                                                       | 308044                                                  | San Jose                                                | Condominio                                              | 858       | 0,727 |
| 5                                                       | 308013                                                  | El Manzanillo                                           | Caserío                                                 | 789       | 0,719 |
| Archivo:Bandera de san lucas.gif San Lucas Sacatepéquez | Archivo:Bandera de san lucas.gif San Lucas Sacatepéquez | Archivo:Bandera de san lucas.gif San Lucas Sacatepéquez | Archivo:Bandera de san lucas.gif San Lucas Sacatepéquez | 23 369    | 0,773 |

## Geografía  física
Su topografía es irregular, ya que pertenece al complejo montañoso del Altiplano Central. Las alturas oscilan entre 2000 y 2200 sobre el nivel del mar. Tiene una elevación en el valle de 2.100 m s. n. m., con una cobertura vegetal superior al 60% y una temperatura ambiente que oscila de los 12 a los 17 grados centígrados y una humedad elevada.
| Clasificación | Listado |
| ------------- | --- |
| Cerros        | - Alonzo - Alux (en disputa con el municipio de Mixco) - Bella Vista, Buena Vista - Cruz Grande - Chilayón - Chimot - Chinaj - El Ahorcado - El Astillero - Faldas de San Antonio - La Bandera - La Embaulada - Loma de Manzanillo - Loma Larga Chinic - Miramundo - Santa Catarina |
| Ríos          | Chichorín, Chiteco, Choacorral, La Embaulada, Las Vigas y San José. |
| Riachuelos    | Chilayón, Chipablo, Chique, El Astillero, El Perol, La Ciénaga, La Esperanza, La Ruca, Parrameños y Quebrada del Aguacate |

### Ubicación geográfica
El municipio está localizado en el departamento de Sacatepéquez y la cabecera municipal se encuentra en el km 29.5 de la Carretera Interamericana. Sus colindancias son:
- Norte: San Bartolomé Milpas Altas, municipio del departamento de Sacatepéquez
- Este: Mixco y Villa Nueva, municipios del departamento de Guatemala[5]
- Sur y oeste: Santa Lucía Milpas Altas, municipio del departamento de Sacatepéquez[5]

|                                   | Norte: San Bartolomé Milpas Altas           |                           |
| Oeste: San Bartolomé Milpas Altas |                                             | Este: Mixco y Villa Nueva |
|                                   | Sur: Santa Lucía Milpas Altas y Villa Nueva |                           |

## Gobierno municipal
Los municipios se encuentran regulados en diversas leyes de la República, que establecen su forma de organización, lo relativo a la conformación de sus órganos administrativos y los tributos destinados para los mismos.  Aunque se trata de entidades autónomas, se encuentran sujetos a la legislación nacional y las principales leyes que los rigen desde 1985 son:
| N.º | Ley                                                | Descripción |
| --- | -------------------------------------------------- | --- |
| 1   | Constitución Política de la República de Guatemala | Tiene una regulación legal específica para los municipios en los artículos 253 al 262. |
| 2   | Ley Electoral y de Partidos Políticos              | Ley de carácter constitucional aplicable a los municipios en el tema de la conformación de sus autoridades electas. |
| 3   | Código Municipal                                   | Decreto 12-2002 del Congreso de la República de Guatemala. Tiene la categoría de ley ordinaria y contiene preceptos generales aplicables a todos los municipios, e inclusive contiene legislación referente a la creación de los municipios.             |
| 4   | Ley de Servicio Municipal                          | Decreto 1-87 del Congreso de la República de Guatemala. Regula las relaciones entra la municipalidad y los servidores públicos en materia laboral. Tiene su base constitucional en el artículo 262 de la constitución que ordena la emisión de la misma. |
| 5   | Ley General de Descentralización                   | Decreto 14-2002 del Congreso de la República de Guatemala. Regula el deber constitucional del Estado, y por ende del municipio, de promover y aplicar la descentralización y desconcentración económica y administrativa.                                |

El gobierno de los municipios está a cargo de un Concejo Municipal mientras que el código municipal —ley ordinaria que contiene disposiciones que se aplican a todos los municipios— establece que «el concejo municipal es el órgano colegiado superior de deliberación y de decisión de los asuntos municipales […] y tiene su sede en la circunscripción de la cabecera municipal»; el artículo 33 del mencionado código establece que «[le] corresponde con exclusividad al concejo municipal el ejercicio del gobierno del municipio».
El concejo municipal se integra con el alcalde, los síndicos y concejales, electos directamente por sufragio universal y secreto para un período de cuatro años, pudiendo ser reelectos.
Existen también las Alcaldías Auxiliares, los Comités Comunitarios de Desarrollo (COCODE), el Comité Municipal del Desarrollo (COMUDE), las asociaciones culturales y las comisiones de trabajo. Los alcaldes auxiliares son elegidos por las comunidades de acuerdo a sus principios y tradiciones, y se reúnen con el alcalde municipal el primer domingo de cada mes, mientras que los Comités Comunitarios de Desarrollo y el Comité Municipal de Desarrollo organizan y facilitan la participación de las comunidades priorizando necesidades y problemas.
Los alcaldes que ha habido en el muni
- 2020: Jorge Adán Rodríguez Diéguez[8]
- 2024: #NuevoALCALDE[8]

## Historia

### Doctrina de los dominicos

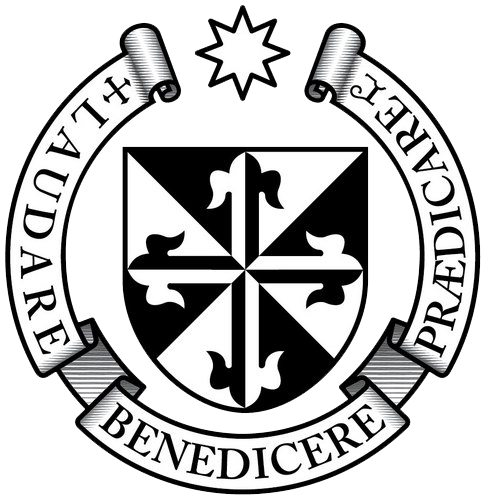
Escudo de la Orden de Predicadores.

La Corona española se enfocó en la catequización de los indígenas; las congregaciones fundadas por los misioneros reales en el Nuevo Mundo fueron llamadas «doctrinas de indios» o simplemente «doctrinas». Originalmente, los frailes tenían únicamente una misión temporal: enseñarle la fe católica a los indígenas, para luego dar paso a parroquias seculares como las establecidas en España; con este fin, los frailes debían haber enseñado los evangelios y el idioma español a los nativos. Ya cuando los indígenas estuvieran catequizados y hablaran español, podrían empezar a vivir en parroquias y a contribuir con el diezmo, como hacían los peninsulares.
Pero este plan nunca se llevó a cabo, principalmente porque la corona perdió el control de las órdenes regulares tan pronto como los miembros de estas se embarcaron para América. Por otra parte, protegidos por sus privilegios apostólicos para ayudar a la conversión de los indígenas, los misionares solamente atendieron a la autoridad de sus priores y provinciales, y no a la de las autoridades españolas ni a las de los obispos. Los provinciales de las órdenes, a su vez, únicamente rendían cuentas a los líderes de su orden y no a la corona; una vez habían establecido una doctrina, protegían sus intereses en ella, incluso en contra de los intereses del rey y de esta forma las doctrinas pasaron a ser pueblos de indios que se quedaron establecidos para todo el resto de la colonia.
Las doctrinas fueron fundadas a discreción de los frailes, ya que tenían libertad completa para establecer comunidades para catequizar a los indígenas, con la esperanza de que estas pasaran con el tiempo a la jurisdicción de una parroquia secular a la que se le pagaría el diezmo; en realidad, lo que ocurrió fue que las doctrinas crecieron sin control y nunca pasaron al control de parroquias. La administración colectiva por parte del grupo de frailes eran la característica más importante de las doctrinas ya que garantizaba la continuación del sistema de la comunidad en caso falleciese uno de los dirigentes.
En 1638, los dominicos separaron a sus grandes doctrinas —que les representaban considerables ingresos económicos— en grupos centrados en sus seis conventos:  Los conventos estaban en: la ciudad de Santiago de los Caballeros de Guatemala, Amatitlán, Verapaz, Sonsonate, San Salvador y Sacapulas. Específicamente el convento de la Ciudad de Santiago de los Caballeros de Guatemala, la doctrina abarcaba los poblados de Chimaltenango, Jocotenango, Sumpango, San Juan Sacatepéquez, San Pedro Sacatepéquez, Santiago Sacatepéquez, Rabinal, San Martín Jilotepeque, Escuintla, Milpas Altas, Milpas Bajas, San Lucas Sacatepéquez, y el Barrio de Santo Domingo en la ciudad.
El historiador Francisco Antonio de Fuentes y Guzmán describió que en 1690 había seis poblados en el valle de Sacatepéquez: San Juan, San Pedro, San Lucas y Santiago Sacatepéquez, así como Quiaguistán y Sumpango, los cuales en ese entonces producían manzanas, duraznos, membrillos, peras y chamborote que eran enviados a la ciudad de Santiago de los Caballeros de Guatemala.

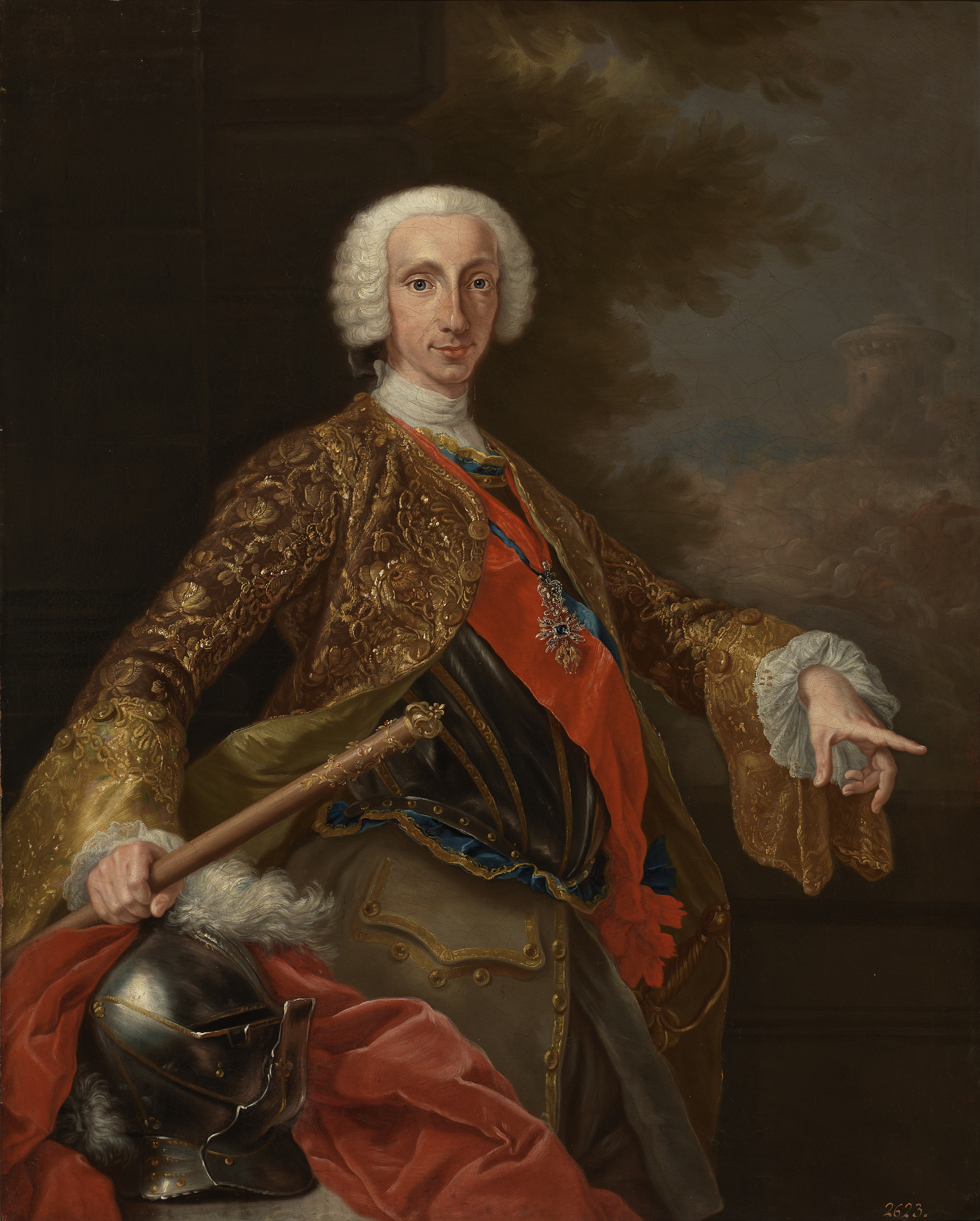
Rey Carlos III de España, promotor de las reformas borbónicas.

En 1754, en virtud de una Real Cédula parte de las Reformas Borbónicas, todos los curatos de las órdenes regulares fueron traspasados al clero secular. En 1765 se publicaron las reformas borbónicas de la Corona española, que pretendían recuperar el poder real sobre las colonias y aumentar la recaudación fiscal. Con estas reformas se crearon los estancos para controlar la producción de las bebidas embriagantes, el tabaco, la pólvora, los naipes y el patio de gallos. La real hacienda subastaba el estanco anualmente y un particular lo compraba, convirtiéndose así en el dueño del monopolio de cierto producto. Ese mismo año se crearon cuatro subdelegaciones de la Real Hacienda en San Salvador, Ciudad Real, Comayagua y León y la estructura político administrativa de la Capitanía General de Guatemala cambió a quince provincias:
Además de esta redistribución administrativa, la Corona española estableció una política tendiente a disminuir el poder de la Iglesia católica, el cual hasta ese momento era prácticamente absoluto sobre los vasallos españoles. Esta política de disminución de poder de la iglesia se basaba en la Ilustración

### Tras la Independencia de Centroamérica
Tras la Independencia de Centroamérica en 1821, el Estado de Guatemala fue definido de la siguiente forma por la Asamblea Constituyente de dicho estado que emitió la constitución del mismo el 11 de octubre de 1825: «el estado conservará la denominación de Estado de Guatemala y lo forman los pueblos de Guatemala, reunidos en un solo cuerpo.  El estado de Guatemala es soberano, independiente y libre en su gobierno y administración interior.»
San Lucas y El Tejar fueron parte de los distritos originales del Estado de Guatemala cuando este fue fundado en 1825;  ambos pertenecían al municipio «San Lucas Tejar» en el departamento de Sacatepéquez/Chimaltenango, cuya cabecera era Antigua Guatemala, y tenía los municipios de Jilotepeque, San Pedro Sacatepéquez, San Lucas Tejar, Chimaltenango, San Juan Sacatepéquez y Patzún.
Por otra parte, el Estado de Guatemala estableció circuitos y distritos para la impartición de justicia por medio de juicios de jurados en 1825.  San Lucas fue adjudicado al circuito de la Antigua en el Distrito N.º8 (Sacatepéquez), el cual también incluía a los poblados de Antigua Guatemala, San Cristóbal Alto, San Miguel Milpas Altas, Santa Ana, Magdalena, San Juan Cascón, Santa Lucía, Santo Tomás, Embaulada, Santiago, Jocotenango, Pastores, Cauque, San Bartolomé, San Mateo, San Felipe, Ciudad Vieja, San Pedro Las Huertas, Alotenango, San Lorenzo, San Antonio, Dueñas, Zamora, Urías, Santa Catalina, San Andrés y San Bartolomé Aguas Calientes, Santa María y San Juan del Obispo.

## Desarrollo Comercial
Durante los últimos años, San Lucas Sacatepéquez ha mostrado un gran crecimiento comercial, debido al área en el que se encuentra gran número de visitantes pasan y por estar en una ruta de alto tráfico vehicular en promedio 85,000 vehículos diarios que se dirigen hacia el occidente del país o a la ciudad de Antigua Guatemala y por eso varios comercios se han colocado tales como: centros comerciales, Gasolineras, Restaurantes, Empresas, entre otros.
- Centro Comercial Plaza San Lucas: Ha servido a la comunidad desde 2004, contando con varios comercios y varios centros médicos y de diagnóstico.
- Centro Comercial Multiplaza El Sauce: Construido en el año 2007, ubicado en la carretera hacia Santiago Sacatepéquez y a un costado del Mercado el Monumento. Este centro comercial cuenta con varios comercios como: Despensa Familiar, Bantrab, Guateprenda, Megapaca, Helados Sarita, entre otros. Además cuenta con áreas deportivas especiales para las prácticas de fútbol).
- Centro Comercial Multicentro San Lucas: Es un centro comercial de San Juan Ostuncalco construido por Krea Group e inaugurado en el año 2009, contando con sesenta locales comerciales.
- Centro Comercial Las Puertas San Lucas: Uno de los centros comerciales más importantes del área, proyecto realizado por Grupo Portalis e inaugurado el 1 de junio de 2013, contando con noventa locales comerciales, quinientos espacios de estacionamiento y varios restaurantes. Con una inversión de US$25 millones, lo convierte en el primer centro comercial de la región que integra características de destino y conveniencia, superior a los 40,000 metros cuadrados de construcción, innovando el estilo arquitectónico de diseños modernistas destacando estilos campestres característicos al Altiplano guatemalteco, utilizando materiales y tecnología de primer nivel.

Al igual se puede observar que cuenta con gasolineras y tiendas.[cita requerida]